# 气象气球

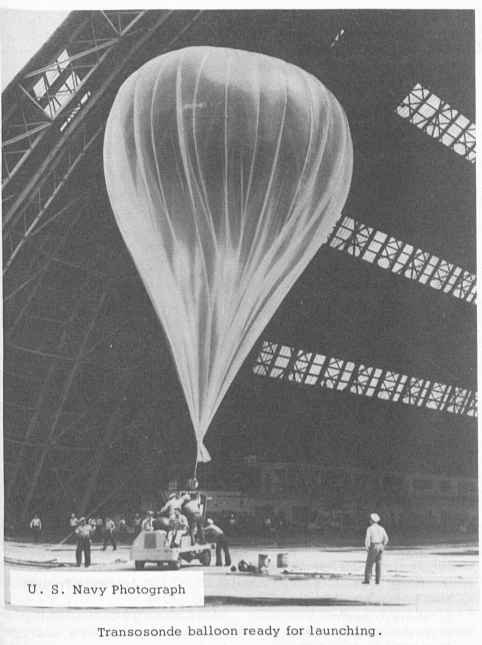
準備釋放的探空氣球

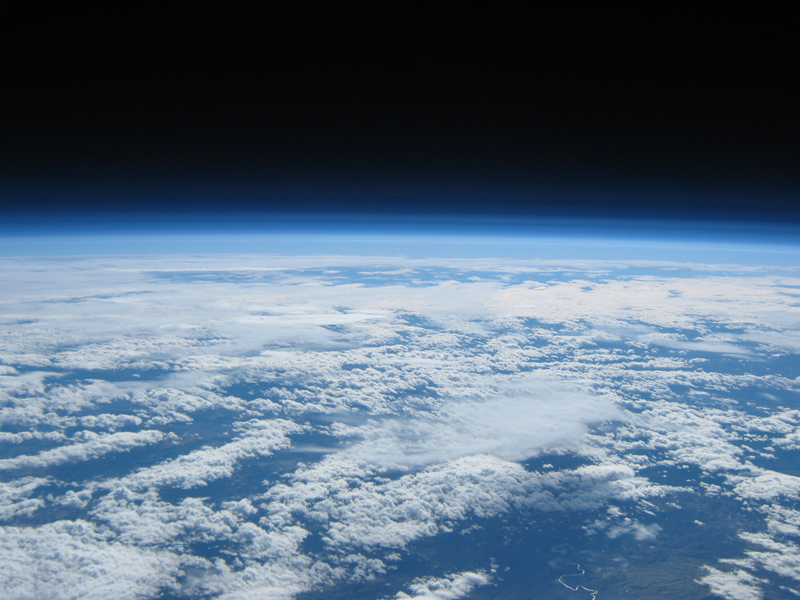
奧勒岡上方約30公里處的照片，藉由1500公克的探空氣球拍攝。

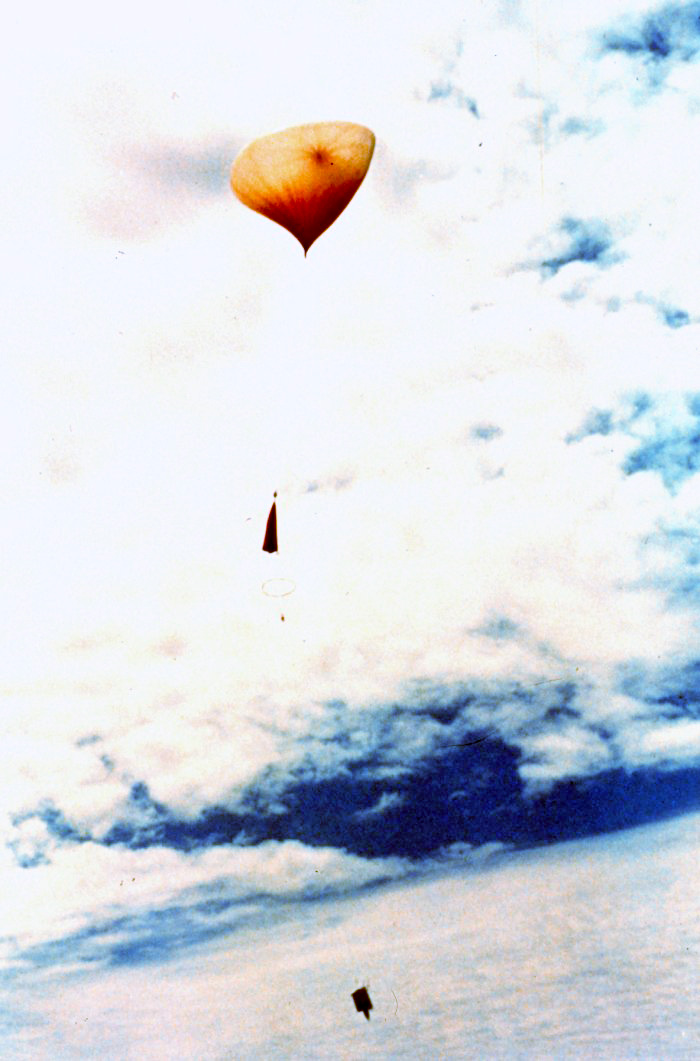
剛釋放的探空氣球。請注意吊線中間的降落傘和末端的觀測儀器。氣球上升後可以測得許多參數，諸如溫度、相對濕度、氣壓、風速和風向，再藉由無線電波傳回給地面接收站。

气象气球（英語：Weather balloon）或探空氣球（法語：Ballon-sonde）是一種攜帶儀器上升並傳回大氣參數的氣球 （特別是可以飛到高海拔的氣球） 。通常會測量氣壓、溫度、濕度以及風向風速，而底下懸吊的消耗性的儀器則稱為無線電探空儀。為了測得風向風速的資料，通常氣球可以利用雷達進行追蹤或導航系統（例如全球定位系統）加以定位。另外，有些未攜帶觀測儀器的探空氣球會被用來測量高空中的風向風速（測風氣球）或是雲層高度（雲冪氣球）。通常這種氣球會利用經緯儀或是全站儀追蹤測量器球釋放後的方位及高度，再加以轉換並計算風向風速或是雲層高度。

## 歷史
第一個使用探空氣球進行觀測的是法國天氣學家里昂·菲利普·泰瑟倫·德·伯爾。他從1896年在特拉普的天文台釋放第一顆探空氣球後，之後陸續釋放了總共數百顆的氣球。這些實驗讓他發現的對流層頂和平流層。1958年，科學家利用探空氣球到達一定高度後便會停止上升的特性，藉由攜帶的儀器對放射性的原子塵埃進行分析。

## 材料及設備
探空氣球的材質通常是由具有高度彈性的乳膠或其他物質（例如氯丁橡膠）製成，並且會因內部充填的氣體而帶有浮力。而實際進行觀測和傳輸資料的部分是由繩子垂吊在末端的儀器，稱為「無線電探空儀」。一般而言，無線電探空儀會進行大氣參數（如氣溫、氣壓、相對濕度等）的觀測。但有些比較特殊的探空儀會用來測量某些特定的變數，像是臭氧濃度等等。
探空氣球內部灌滿氦氣或氫氣，但由於氫氣具有可燃性，現已較少使用。此外，氣球的上升速率可以藉由內部氣體量來控制，通常能夠上升到海拔約40公里（25英里）的高度。在高度逐漸增加的過程，氣球會因為外部氣壓逐漸縮小而變大，甚至可能會達到原本體積的100倍。直到氣球皮的張力不足以支撐內部氣體造成的壓力而爆炸，而懸掛在底下的無線電探空儀便會自由落下而無法再使用。超過探空氣球能夠觀測的高度後，便會利用探空火箭進行更高層大氣的觀測。

## 釋放條件及應用

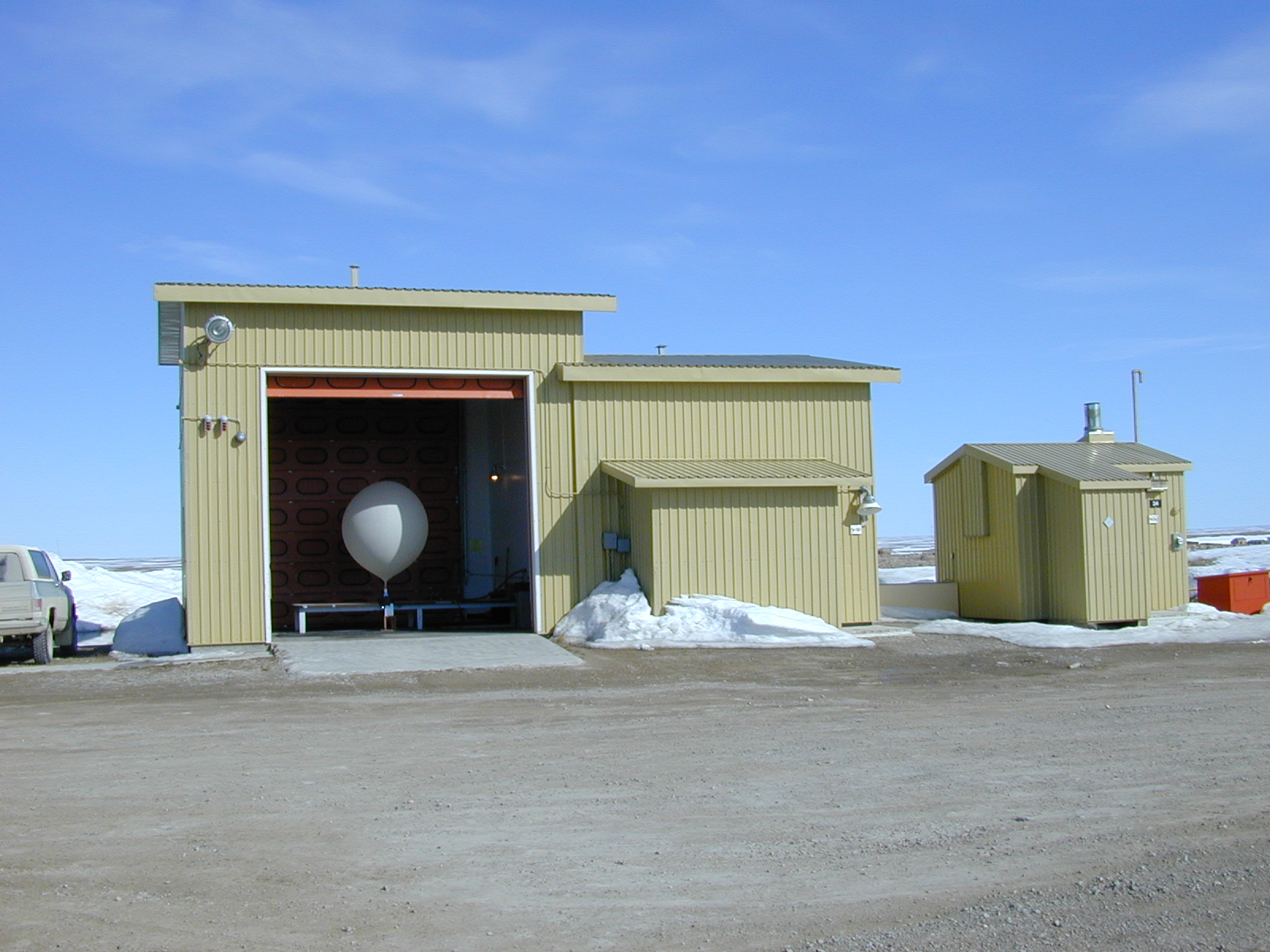
一個充滿氫氣的探空氣球在加拿大努納武特劍橋灣高空氣象站準備被釋放

全世界的高空氣象站會利用探空氣球進行高層大氣的觀測及分析當下的大氣條件，並應用在人工預測和數值模式進行天氣預報。全球大約有800個氣象站每天規律地釋放探空氣球進行觀測。根據世界氣象組織的規定，每天施放2次探空氣球，分別為世界協調時間0000UTC及1200UTC。在特別情形下，測站可以在非規定時間進行額外觀測，以應變劇烈天氣造成大氣條件快速改變而使先前觀測不具代表性或是滿足研究需求。軍事以及政府氣象機構，如美國國家氣象局便會規律的施放探空氣球。而每個測站的觀測數據會藉由國際協議與各國分享。
除了正常的氣象觀測外，探空氣球會被用來進行航空天氣分析、空氣汙染監測、高空攝影或是進行研究。實際應用如利用測高氣球進行雲底高度的觀測（雲冪氣球）。野外調查則常會利用移動載具，如車輛、船或是飛機進行施放。不過，通常飛機會進行的是投落送而非施放探空氣球。近年來，探空氣球不再侷限於測量氣象要素。隨著科技及需求發展，許多公司（如Stardust Ashes）利用探空氣球在高空中拋撒骨灰 。

### 臺灣
中央氣象局目前共有6個測站每天進行2次例行性觀測作業，分別為板橋、花蓮、馬公、屏東、綠島、東沙島。大約在施放後3至4個小時會更新至網頁上提供查詢。
其氣象氣球使用頻率分別為板橋(400.300 MHz)、花蓮(400.800 MHz)、馬公(403.500 MHz)、屏東(401.500 MHz)、綠島(403 MHz)，其使用的儀器皆為一家芬蘭公司 Vaisala 公司所生產的 RS41，而東沙島目前頻率與機種未知。
目前台灣有業餘無線電玩家會使用SDR搭配解碼軟體將其發射的訊號轉為座標，可見於APRS地圖上，目前最簡便的方式為透過aprs.fi （页面存档备份，存于）網站觀看。

## 外部連結
- Atmospheric Soundings for Canada and the United States （页面存档备份，存于） – University of Wyoming
- Balloon Lift With Lighter Than Air Gases （页面存档备份，存于） – University of Hawaii
- Examples of Launches of Instrumented Balloons in Storms （页面存档备份，存于） – NSSL
- Federal Meteorological Handbook No. 3 – Rawinsonde and Pibal Observations
- Kites and Balloons – NOAA Photo Library
- NASA Balloon Program Office （页面存档备份，存于） – Wallops Flight Facility, Virginia
- National Science Digital Library: Weather Balloons – Lesson plan for middle school
- Pilot Balloon Observation Theodolites – Martin Brenner, CSULB
- StratoCat （页面存档备份，存于） – Historical recompilation project on the use of stratospheric balloons in the scientific research, the military field and the aerospace activity
- WMO spreadsheet of all Upper Air stations around the world (revised location September 2008) （页面存档备份，存于）